# Повесь диджея
«Повесь диджея» (англ. Hang the DJ) — четвёртый эпизод четвёртого сезона телесериала-антологии «Чёрное зеркало». Сценарий написал создатель сериала Чарли Брукер, режиссёром выступил Тим Ван Паттен. Премьера состоялась на Netflix 29 декабря 2017 года.
Эми (Джорджина Кэмпбелл) и Фрэнк (Джо Коул) — двое среди многих людей, которые используют карманную Систему для знакомств и во всём слушаются голоса Системы — Тренера (озвучено Джиной Брэмхилл). Тренер озвучивает, сколько времени партнёры пробудут вместе, собирает всю информацию о ходе отношений и реакции на различные ситуации и помогает людям найти «идеального партнера». Эми и Фрэнк имеют совсем мало времени на отношения. Они расходятся, как и требовал Тренер, но позже случайно пересекаются несколько раз и в конце концов влюбляются и решают восстать против Системы и Тренера.
Эпизод получил признание критиков за свою простую, но хорошо выполненную историю, а также за актёрскую игру Коула и Кэмпбелл. Критики высоко оценили технологии, подобные Tinder и Siri, а также концовку эпизода. Некоторые сравнили эпизод с самым успешным эпизодом предыдущего сезона, «Сан-Джуниперо».

## Сюжет
Фрэнк (Джо Коул) слушает инструкции «Тренера» — маленького круглого устройства, которое помогает людям завязать отношения, — и идёт к «Улью». В Улье он посещает ресторан, где к нему присоединяется Эми (Джорджина Кэмпбелл), которая также пользуется услугами Тренера. Они признаются друг другу, что это их первый опыт в «Системе», которая диктует, с кем люди должны начинать романтические отношения и как долго они продлятся. Эми и Фрэнк проверяют своих Тренеров и выясняют, что их отношения продлятся всего 12 часов.
Эми и Фрэнк едут в отдельно снятый для них дом. Они разговаривают и ложатся спать на одной кровати, а утром по завершении отведённых 12 часов расходятся в разных направлениях. Из разговоров с Тренером становится понятно, что Система нарочно предлагает людям разные отношения, собирая информацию об их развитии и реакции на различные ситуации, чтобы в итоге порекомендовать человеку «абсолютно родственную душу». Утверждается, что Системе это удаётся с точностью 99,8%.
Эми назначены 9-месячные отношения с опытным пользователем Системы Ленни (Джордж Благден). Фрэнку назначены отношения длительностью в год с грубой Николой (Гвинет Киворт).
Эми и Фрэнк вновь встречаются на праздновании чужого «дня свиданий», куда пришли со своими текущими партнёрами. После этого Эми отдаляется от Ленни, и Система начинает предлагать ей множество очень коротких отношений. Когда отношения Фрэнка с Николой подходят к концу, Система снова назначает ему отношения с Эми. Они решают не смотреть, сколько времени их отношениям отводит Система на этот раз.
С развитием отношений у Фрэнка появляется навязчивая мысль узнать, сколько продлятся его отношения с Эми. Он нарушает обещание и в одиночку смотрит, сколько им отведено. Устройство показывает 5 лет. Однако сразу же цифра начинает уменьшаться, ведь он посмотрел её сам, а не вместе с партнёршей. Отсчёт останавливается на отметке 20 часов. На следующий день Эми выясняет, что произошло, и разрывает отношения с Фрэнком за полчаса до того, как их время должно было бы закончиться.
После нового ряда краткосрочных отношений Тренер информирует Эми, что её родственная душа найдена и завтра день их встречи. Тренер сообщает, что свою родственную душу Эми никогда не видела, и позволяет попрощаться с одним человеком из её прошлого. Эми выбирает Фрэнка. Они встречаются в ресторане в Улье и выясняют, что ни один из них не помнит жизнь до Системы. Эми предполагает, что это какой-то тест, и предлагает восстать против Системы. Охранник пытается их остановить, однако Эми замораживает его и весь ресторан. Эми и Фрэнк бегут к стене, ограничивающей территорию, и начинают лезть по лестнице. В это время мир раскладывается на пиксели, а над ними появляется цифра 998, и они оказываются среди многих других пар Эми и Фрэнков. Над ними появляется надпись в стиле видеоигры, что было осуществлено 1000 симуляций и 998 из них закончились неповиновением.
В реальном мире выясняется, что Система и её симуляции были только частью алгоритма приложения для свиданий, который вычислил, что настоящие Эми и Фрэнк подходят друг другу с вероятностью 99,8%. Они улыбаются друг другу, на фоне играет песня «Panic» группы The Smiths (в которой звучит рефрен Hang the DJ — Повесь ди-джея), Эми начинает идти к Фрэнку.

## Производство

### Маркетинг
В мае 2017 на Reddit неофициально объявили названия всех шести эпизодов и имена режиссёров. Первый трейлер был обнародован 25 августа 2017 года, в нём содержались все шесть названий.
Начиная с 24 ноября 2017 Netflix обнародовал серию постеров и трейлеров к четвёртому сезону сериала, эту акцию назвали «13 дней „Чёрного зеркала“». 6 декабря Netflix обнародовал трейлер, в котором содержались кадры из всех эпизодов сезона и анонс того, что сезон выйдет 29 декабря.